# عاشت دولتنا (أغنية)
عاشت دولتنا (بالروسية: Да здравствует наша держава ؛ Da zdravstvuyet nasha derzhava) هي أغنية وطنية روسية من تأليف العازف المنفرد بفرقة ألكسندروف العسكرية ألكساندر شيلوف ولحن بوريس ألكسندروفيتش ألكسندروف في شتاء عام 1943 بمناسبة هزيمة ألمانيا النازية واعتمد لحن الأغنية نشيدًا لترانسنيسترياوكان مرشحًا لأن يكون نشيد الاتحاد السوفيتي لكن رفض واعتمد لحن آخر. الأغنية أو لحنها تؤديها الفرق العسكرية السوفيتية الموسيقية في المسيرات العسكرية جنباً إلى جنب مع أغنية «المجد!» الشعبية الروسية. من أوبرا «إيفان سوزانين» لميخائيل إيفانوفيتش جلينكا ومسيرة «وداع السلافية». وأدتها فرقة ألكسندروف العسكرية.

## كلمات الأغنية
| النص الروسي الاصلي | النص بالأبجدية اللاتينية | الترجمة العربية |
| --- | --- | --- |
| Да здравствует наша держава, Отчизна великих идей, Страна всенародного права На радость и счастье людей! За это священное право, За жизнь и свободу свою Великая наша держава Врагов побеждала в бою.                                          | Da zdrastvujet naša děržava, Atčizna vělikich iděj. Strana vsěnarodnava prava, Na radast' i ščast'je ljuděj! Za eta svjaščěnnaje prava, Za žizn' i svabodu svaju Vělikaja naša děržava Vragof paběždala v baju!                                     | عاشت دولتنا البلد الاب للأفكار الجيدة، بلد القانون العام لكي يفرح ويسعد الشعب! لهذا الحق المقدس، لحياتها وحريتها، دولتنا العظيمة لقد فازت على الاعداء في المعركة                                                      |
| Припев: Над Москвою чудесной, Над любимой землёй Лейся, радостная песня По нашей стране молодой! Вейся, красное знамя, Символ наших побед! Ты горишь всегда над нами, Как солнца ликующий свет!                                                | Pripev: Nad Maskvoju čuděsnaj, Nad ljubimaj zemljoj Lějsja, radasnaja pěsnja, Pa našej straně maladoj! Vějsja, krasnaje znamja Simval našich paběd! Ty gariš vsěgda nad nami, Kak sonca likujuščij svět!                                            | جوقة: فوق موسكو الرائعة، فوق الأرض المفضلة، تتدفق ألحان الأغاني المبهجة إلى بلدنا الشاب! رفرف، يأيها العلم الاحمر رمزنا الذي يمثل الانتصار الرمز الذي يتوهج فوقنا مثل ضوء الشمس المبهج!                               |
| По ленинским мудрым заветам Нас партия к счастью ведёт. И сталинской думой согреты Страна и советский народ. Несметны республик богатства, И сил богатырских не счесть В стране всенародного братства, Где труд - это доблесть и честь. Припев | Pa Lěninskim mudrym zavětam, Nas Partija k sčast'ju vědjot. I Stalinskaj dumaj sagrety Strana i Savětskij narod! Něsmětny rěspublik bagatstva, I sil bagatyrskich ně sčěst' V straně vsenarodnava bratstva, Gde trud - eta doblest' i čest'! Pripev | حسب لينين وتصوراته الحكيمة حزبنا يقودنا إلى السعادة! والفكر الستاليني يدفئ البلد والشعب السوفيتي! و الجمهوريات' ثروة لا يمكن عدها وكما يفعل القوات الابطال' في دولة الإخوة الوطنية حيث العمل هو الشجاعة والشرف. جوقة: |
| От дальней советской границы До башен старинных Кремля Растут города и станицы, Цветут золотые поля. И с каждым зерном урожая, И с новым ударом станка Все крепнет и крепнет родная, Великая наша страна! Припев                               | At dal'nej savětskaj granicy Da bašen starinnych Kremlja Rastut garada i stanicy, Cvětut zalatyje palja. I s každym zernom uražaja, I s novym udaram stanka Vsjo krěpnět i krěpnět radnaja, Vělikaja naša strana! Pripev                            | من الحدود السوفيتية البعيدة إلى أبراج الكرملين القديمة. القري والمدن تتقدم، وكذلك الحقول الذهبية تتفتح ومع كل حصاد حبوب وبآلة ضرب جديدة البلد كله ينمو ويصبح أقوى، بلدنا العظيم! جوقة                                 |

وبعد وفاة ستالين، الكلمات
" حسب لينين وتصوراته الحكيمة
حزبنا يقودنا إلى السعادة!
والفكر الستاليني يدفئ البلد والشعب السوفيتي!".
تم استبدالها بالكلمات
"حسب لينين وتصوراته الحكيمة
شعبنا العظيم يعيش على طريق السعادة والنور.ويوجهنا الحزب الشيوعي السوفيتي للحكمة".

## روابط خارجية
- الأغنية السوفيتية - عاشت دولتنا يوتيوب
- عاشت دولتنا (مارش بدون كلمات) يوتيوب
- عاشت دولتنا يوتيوب
- عاشت دولتنا (الكلمات الأصلية) باللغة الروسية
- عاشت دولتنا (الكلمات الجديدة) باللغة الروسية